# Los Paranoias
"Los Paranoias" is een nummer van de Britse band The Beatles. Het nummer werd opgenomen voor hun album The Beatles uit 1968, maar werd hier uiteindelijk niet op uitgebracht. In 1996 verscheen het voor het eerst op het compilatiealbum Anthology 3.

## Achtergrond
"Los Paranoias" ontstond uit een jamsessie waaraan bandleden John Lennon, Paul McCartney en Ringo Starr deelnamen. Het nummer wordt toegeschreven aan de gehele band, alhoewel George Harrison niet aanwezig was bij de opname. Tijdens de jamsessie werd het nummer, dat spontaan ontstond, gespeeld in een medley met het net voltooide "Step Inside Love". In de sessie kondigde McCartney de niet-bestaande groep Joe Prairies and the Prairie Wallflowers aan, waarop Lennon "Los Paranoias" zei. The Beatles speelden vervolgens een geïmproviseerd nummer waar McCartney een tekst bij bedacht. De term "Los Paranoias" was niet geheel onbekend voor de band; Lennon vertelde in een interview: "Wij zijn een uitdrukking vergeten. We hadden 'para noia' kunnen gebruiken, maar dat waren wij compleet vergeten. Vroeger noemden we onszelf weleens Los Para Noias'."
"Los Paranoias" werd op 16 september 1968 opgenomen in studio 2 van de EMI Recording Studios. Die dag nam de band ook geïmproviseerde versies van "Step Inside Love", "Blue Moon" en "The Way You Look Tonight" op. Deze sessie vond plaats omdat "I Will" die dag zou worden opgenomen. Ook werkte de band aan het nummer "Can You Take Me Back?"
In 1996 werd een stereomix van "Los Paranoias" op het compilatiealbum Anthology 3 uitgebracht. Op dit album deelde het een track met "Step Inside Love" en deed het dienst als medley. In 2018 verscheen een langere versie op de heruitgave ter gelegenheid van de vijftigste verjaardag van het album The Beatles; hierop waren de twee nummers als aparte tracks opgenomen.